# Лошишки окръг
Лошишки окръг (на полски: Powiat łosicki) е окръг в Източна Полша, Мазовско войводство. Заема площ от 772,45 км2. Административен център е град Лошице.

## География
Окръгът се намира в историческата област Подлясия. Разположен е в източната част на войводството.

## Население
Населението на окръга възлиза на 32 308 души (2013 г.). Гъстотата е 42 души/км2.

## Административно деление
Административно окръгът е разделен на 6 общини.
Градско-селска община:
- Община Лошице

Селски общини:
- Община Олшанка
- Община Плятеров
- Община Сарнаки
- Община Стара Корница
- Община Хушлев

## Фотогалерия
- Лошице
- Плятеров
- Стара Корница